# 葉羿君
葉羿君（1984年9月5日—），臺灣模特兒、演員；畢業於天主教輔仁大學法律學系法學組。

## 主要演出作品

### 電影
- 2010 《街角的小王子》 （飾 小A）
- 2009 《不能飛的鳥》 （飾 亞平）
- 2007 《泥巴色的純白》
- 2006 《國士無雙》（飾 張知其）

### 電視劇
- 2012 《白色之戀》
- 2011 《老街狂想曲》 （飾 吳亞欣）
- 2009 《國軍九十八年度精神戰力週單元劇：三分ㄓ一的選擇》（飾 美芳）
- 2008 《霹靂MIT》（飾 謝宜倩）
- 2007 《親親小爸》（飾 洪珍妮）

### 網路短片
- 2011年 優酷網路短片《清蜜星體驗》女生版（導演：連亦琦）飾 處女女 沈寧

### 電視廣告
- HTC-Desire 816 : 我的迷人自己拍 / 我的時尚 多彩纖薄 / 我的世界更出色(2014)
- 台灣大哥大-行動秘書服務系列廣告
- 味全-自然果力飲料（合作：柯佳嬿）
- 今生金飾（合作：陳建州）
- 黑人牙膏
- OMG遊戲派對-君主Online
- 中華航空-機上宣導短片
- 惠氏-諾比冰心喉糖 鼓勵篇
- 台灣啤酒（合作：羅志祥）
- 中國歐蕾
- 箭牌-Extra無糖口香糖
- 瑪登瑪朵-內衣（合作：白歆惠）
- 台灣大哥大-真心愛地球形象廣告
- payeasy-新女人，新價值，用愛打敗不景氣
- 博士倫-隱形眼鏡藥水（合作：王力宏）(2009)
- 三菱汽車-Lancer Fortis 嫁給我吧

### 代言
- 2010 東風Online
- 2013 Donnafifi 專櫃女包年度代言人

### 音樂錄影帶
- 2014 符致逸〈恃愛行兇〉
- 2009 張棟樑〈說你也一樣愛著我〉
- 2006 林憶蓮〈相信〉
- 2005 張智成〈快樂〉

## 相關網站
- 葉羿君的Facebook專頁